# Enriqueta Bombón
Enriqueta Bombón   (Barcelona, 1925 - 1999) fou una dibuixant i autora de còmics, contes i de nines retallables. Va ser una de les quatre primeres dones il·lustradores de gènere a l'estat espanyol als anys 40, amb altres pioneres com Pili Blasco o Rosa Galcerán. Va ser germana de la també il·lustradora Flores Bombón.

## Biografia
Durant el període de la dictadura de Franco, Bombó va ser autora portadista de Cuadernos para niñas, una col·lecció que pertanyia a l'editorial catalana de contes i còmics Ameller. Va il·lustrar també algunes de les caràtules més rellevants dels contes dels Germans Grimm i Charles Perrault, pertanyents a la col·lecció Historietas Gráficas Pilarín de la mateixa editorial.
Entre les seves obres més significatives i conegudes destaquen les dotze portades de Las Pericias de Luisín y Chiquita. Així mateix, com a autora prolífica, va dibuixar les nines retallables de les editorials Bruguera i Roma, sent a més, una de les creadores més destacades en aquest gènere.
Bombó, al costat d'altres dones il·lustradores de la seva època, va participar en algunes de les històries de les revistes infantils de Falange Espanyola de les JONS que portava per títol Flechas y Pelayos.